# ヘリン・ローマン・クロケット彗星
ヘリン・ローマン・クロケット彗星（ヘリン・ローマン・クロケットすいせい、111P/Helin–Roman–Crockett）は、エンケ族に属する周期彗星である。
ヘリン・ローマン・クロケット彗星は、1989年も始まったばかりの1月2日にエレノア・ヘリン、ロン・ヘリン、ブライアン・ローマン、ランディ・クロケットらによって発見された。公転周期約8年の短い周期で公転する短周期彗星であり、軌道長半径は約5億2000万km、離心率は0.12と比較的円に近い楕円軌道で公転している。
軌道が木星軌道と近いため木星と頻繁に接近し、1969年10月16日には木星から約800万kmまで接近した。また、軌道解析の結果では1968年から1985年までは、頻繁に軌道を変える一時的な衛星となったと見られる。

2068年から2986年までの間には再び木星に捕獲され、木星の周りを6周する一時的な衛星となるとみられている。また、2071年には木星から約500万kmまで接近すると予測されている。